# NTT docomo
NTT Docomo (株式会社エヌ・ティ・ティ・ドコモ?, Kabushiki-gaisha Enu Ti Ti dokomo, Borsa di Tokyo: 9437 ) è l'operatore telefonico predominante in Giappone nel campo della telefonia mobile. Il nome è un'abbreviazione di: Do Communications Over the Mobile Network ma in giapponese significa "Da nessuna parte"/"Ovunque".
NTT docomo nasce come spin-off da Nippon Telegraph and Telephone (NTT) nell'agosto del 1991 per il mercato degli operatori mobili. Fornisce servizi 2G (MOVA), servizi per cellulari PDC in una banda tra gli 800 MHz e i 1,5 GHz, e servizi 3G (FOMA) W-CDMA in una banda di 2 GHz (1945-1960 MHz).
Le sue attività commerciali comprendevano anche PHS (Personal Handy-phone System, Paldio), paging e satellite.
NTT docomo offre telefoni, videotelefoni (FOMA e alcuni PHS) ed è inventrice del sistema i-mode che incorpora un concetto di internet adattato ai telefonini ed e-mail in "push".
NTT docomo ha lanciato il servizio HSDPA (3,5G) nelle zone più popolose del Giappone e sta attualmente sviluppando un sistema di 4ª generazione di telefonia mobile.

## L'azienda
Quotata in varie borse valori (Tokio - 9437, Londra e NY), il suo azionista di riferimento rimane l'operatore di telefonia fissa NTT, il quale a sua volta è detenuto al 31% dal Governo nipponico.
Con poco più di 52 milioni di clienti (rappresentanti circa il 55% dei clienti di telefonia mobile giapponesi a gennaio 2007), NTT docomo fornisce servizi di 2G denominati Mova e servizi di 3G sotto il nome di FOMA.
NTT docomo è stato il precursore dello standard 3G, che è stato poi adottato come uno standard globale da molti operatori in vari continenti, dopo alcune modifiche tecniche.
La politica della società è stata sviluppata da alcuni anni sul concetto del cellulare come strumento per la vita di tutti i giorni, fornendo soluzioni all'avanguardia che spaziano dai servizi multimediali (anche e soprattutto tramite la piattaforma i-mode) ai servizi di pagamento (NTT docomo ha firmato una join-venture con uno dei maggiori gruppi bancari giapponesi SMBC per lo sviluppo di sistemi di pagamento elettronico tramite cellulare, denominati Osaifu Keitai - お財布携帯).

In aggiunta a ciò, la società ha iniziato a sviluppare una serie di accordi con società nordamericane ed europee per lo sviluppo di contenuti multimediali.
Gli investimenti esteri della società comprendono:
- una quota del 24,1% nella società di Hong Kong di telefonia Hutchison Telecom;
- una quota del 4,9% nella società taiwanese di telefonia mobile FET;
- una quota del 10% nella società sudcoreana di telefonia mobile KTFreetel;
- una quota del 7% nella società filippina di telefonia mobile PLDT Smart.

## i-mode
Lanciato ufficialmente nel febbraio del 1999, i-mode è una piattaforma che ha permesso a NTT docomo di riscuotere un ampio successo tra il pubblico giapponese: oggi, circa il 90% dei clienti NTT docomo hanno terminali equipaggiati per poter accedere alla piattaforma i-mode.
I servizi più importanti riconducibili a tale piattaforma sono l'accesso a siti web appositamente creati per poter rispondere alle ridotte dimensioni degli schermi dei cellulari - anche grazie a un linguaggio molto simile all'Html, il cHtml, e piuttosto snello e le e-mail in "push" sul proprio cellulare.
Con un terminale i-mode, i clienti possono consultare mappe, effettuare prenotazioni, accedere al mobile banking, trovare itinerari, ecc. Il successo dell'i-mode fu attribuito alla sua semplicità di utilizzo, al costo relativamente contenuto (pagato in base ai pacchetti scambiati e a mini-abbonamenti di registrazione ai siti) e alla velocità di impiego.

L'altro punto di forza dell'i-mode, è il servizio di mail in "push": le e-mail, una volta arrivate sul server, vengono scaricate automaticamente sul cellulare dal server stesso.
NTT docomo ha venduto la licenza i-mode in esclusiva (a tempo determinato) a vari operatori mondiali, portando gli utenti i-mode al di fuori del Giappone a oltre 6 milioni.

## FOMA
NTT docomo è stato il primo operatore mondiale a lanciare una rete 3G a livello commerciale di massa, la rete FOMA. Questa rete utilizza la standard W-CDMA, ha una velocità di download di 384 kbit/s, ma non è compatibile con le reti europee UMTS. Recentemente NTT docomo ha affermato la volontà di avvicinare la propria rete (ed i propri terminali) agli standard UMTS, in modo da poter garantire interoperabilità tra la sua rete e quelle europee.

È per questo motivo che i terminali giapponesi 3G di NTT docomo spesso non possono essere utilizzati all'estero, nei paesi in cui è presente copertura UMTS.
A marzo del 2006, quasi la metà dei clienti NTT docomo possedeva un terminale 3G.

## HSDPA
NTT docomo ha lanciato la nuova rete HSDPA in alcune delle zone più popolose del Giappone ed è attualmente in atto un dispiegamento a livello nazionale dell'HSDPA. Tale tecnologia, riconosciuta anche con la sigla 3,5G, dovrebbe garantire velocità di download fino a 14,4 Mbit/s.

## WorldWing
I terminali 2G - denominati Mova - non sono compatibili con lo standard GSM e non sono quindi utilizzabili al di fuori del Giappone.
I terminali 3G FOMA, spesso non sono stati adattati alle caratteristiche delle reti GSM ed UMTS, rendendoli non utilizzabili per effettuare roaming al di fuori del Giappone.
NTT docomo ha però lanciato il servizio "WorldWing" che permette di noleggiare telefonini compatibili con gli standard GSM ed UMTS e/o di comprare tali terminali direttamente alla scelta del proprio terminale.

Inoltre, questi terminali compatibili, possono utilizzare i tipi servizi di base 2G (ad es. gli SMS, scarsamente popolari in Giappone, poiché sostituiti dalle e-mail).

## R&S
NTT docomo ha sempre manifestato una forte vocazione alla ricerca & sviluppo, facendosi promotrice di spinte innovative, come l'invenzione dell'i-mode, del FOMA e gli ultimi esperimenti nel 4G, testimoniano.

Inoltre, l'uso del cellulare come sistema di pagamento elettronico per i mezzi pubblici, nei supermercati e in altri esercizi commerciali, sta diventando un aspetto quotidiano nella vita dei giapponesi, anche grazie alle spinte innovatrici di cui NTT docomo si è fatta fautrice.